# Danielle Carter
Pour les articles homonymes, voir Carter et Dan Carter.
Danielle Carter-Loblack, née le 18 mai 1993, est une attaquante internationale anglaise jouant pour les London City Lionesses.

## Carrière

### En club
Elle rejoint Arsenal en 2009. 
Le 15 juillet 2020, elle quitte Arsenal et signe pour Reading. 

### En équipe nationale
Avec la sélection anglaise, elle participe à la Coupe du monde des moins de 17 ans 2008 qui se déroule en Nouvelle-Zélande, puis à la Coupe du monde des moins de 20 ans 2010 organisée en Allemagne. Lors du mondial des moins de 17 ans, elle inscrit deux buts, l'équipe anglaise atteignant les demi-finales de la compétition.
Le 21 septembre 2015, elle fait ses débuts pour l'Angleterre, marquant 3 buts lors d'un match contre l'Estonie. Lors de son deuxième match, elle marque autre triple, autre fois contre l'Estonie.

## Palmarès

### Club

#### Arsenal
- Women's Super League
  - Vainqueur: 2011, 2012, 2018-19

- Women's FA Cup :
  - Vainqueur : 2014, 2016
- Women's League Cup :
  - Vainqueur : 2011, 2012, 2013, 2015, 2018
  - Finaliste : 2014

### Distinctions individuelles
- Membre de l'équipe type de Women's Super League: 2013-14, 2015-16